# Cream Soda

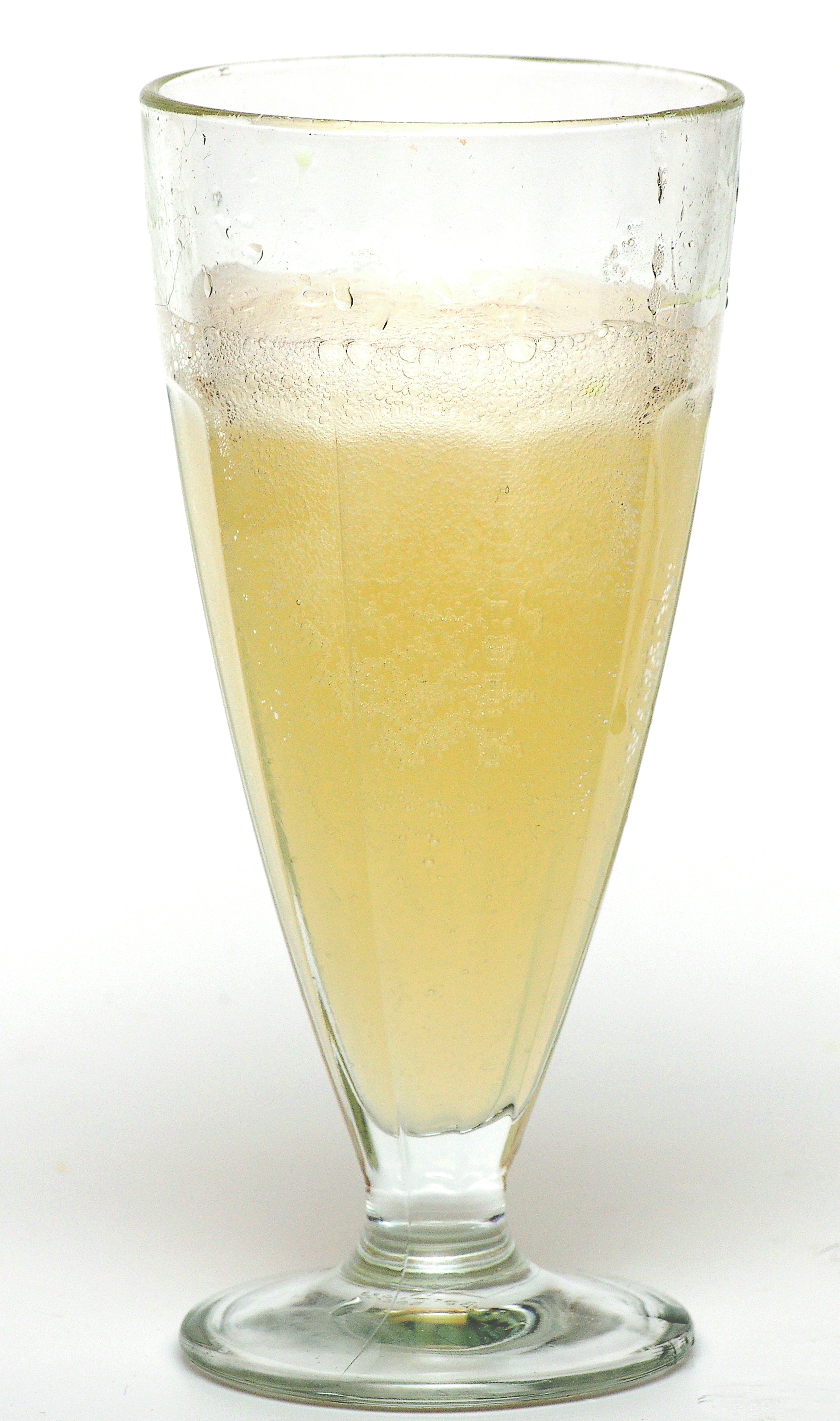
Un bicchiere di Cream Soda

La Cream Soda è una bibita dolce gassata, spesso aromatizzata con la vaniglia.

## Ricetta originaria
La ricetta per la Cream Soda, scritta da E. M. Sheldon e pubblicata sul Michigan Farmer nel 1852, ha come componenti acqua, bitartrato di potassio, solfato di magnesio, zucchero, acido tartarico, uova e latte, da miscelare quando è riscaldato, mentre quando si raffredda si mescola con acqua e un quarto di cucchiaino di bicarbonato di sodio per rendere la bevanda effervescente.
Alexander C. Howell di Vienna (New Jersey) ottenne un brevetto per la “cream soda-water” il 27 giugno 1865. La cream soda-water di Howell era preparata con bicarbonato di sodio, acqua, zucchero, albume d'uovo, farina di frumento e “uno qualsiasi dei soliti materiali aromatizzanti, come olio di limone, estratti di vaniglia e ananas a seconda dei gusti”. Prima di essere bevuta, tale bevanda veniva mescolata con acqua e un acido come l'acido tartarico o l'acido citrico. In Canada, James William Black di Berwick ottenne un brevetto statunitense l'8 dicembre 1885 e un brevetto canadese il 5 luglio 1886 per “ice-cream soda”.

## Variazioni internazionali

### Nord e Sud America

#### Stati Uniti
Negli Stati Uniti, la Cream Soda è spesso al gusto di vaniglia e la si può trovare sia trasparente e sia in altri colori, come ad esempio marrone chiaro quasi dorato, ma sono anche previste le varianti di colore rosso, rosa, arancio e blu. Inoltre, in alcuni luoghi degli Stati Uniti, dove la bevanda è fatta sul posto, soprattutto nei bar, la Cream Soda consiste in una miscela di acqua gassata, sciroppo alla vaniglia e crema, divise in parti uguali.
Le marche più popolari comprendono:
- Honey Cream Soda
- A-Treat Cream Soda

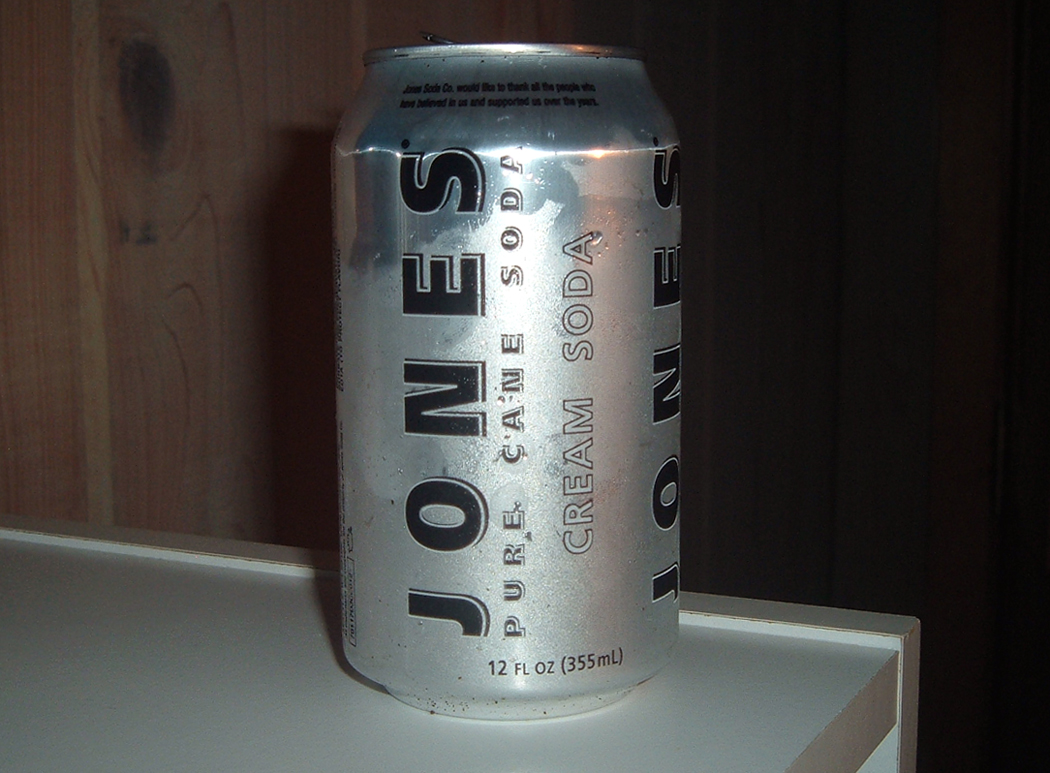
Una Cream Soda della Jones Soda

- A&W Vanilla Cream Soda (contenente caffeina[2])
- Barq's Red Creme Soda
- Big Red
- Blue Sky
- Boylan's Creme Vanilla
- Big Shot Cream Soda (nell'area di New Orleans)
- Briar's Premium Cream Soda
- Canfield's Swiss Creme (prevalentemente nell'area di Chicago)
- Dad's Cream Soda
- Dr. Brown's (prevalentemente nell'area di New York City, ma anche in molte gastronomie di paese)
- Faygo (prevalentemente in Michigan e negli stati adiacenti, ma anche nei ristoranti urbani di tutto il paese, come Ezells)
- Fletcher Street Brewing Company's Cream Soda (prevalentemente in Michigan)
- Foxon Park (prevalentemente in Connecticut)
- Hosmer Mountain (prevalentemente in Connecticut)
- Henry Weinhard's Cream Soda
- Hanks Orange Cream Soda
- IBC
- Jones Soda
- Jelly Belly French Vanilla Cream Soda
- Millstream Old-Time Cream Soda, su millstreambrewing.com. URL consultato il 10 marzo 2014 (archiviato dall'url originale il 6 ottobre 2011).
- Mug Cream Soda
- Polar Beverages Cream Soda
- Route 66 Sodas Cream Soda (New Route 66 Flavor)
- Shasta Creme Soda
- SodaStream Cream Soda Syrup
- Stewart's
- Vess (la vecchia varietà St. Louis che era colorata di un rosa intenso)
- Virgil's Cream Soda
- White Rock Beverages
- Zevia